# Bartomeu Cornell
Bartomeu Cornell va ser un músic que va treballar a la capella de Santa Maria de Castelló d'Empúries al S.XVIII. En els benefici eclesiàstics de Sant Miquel (annexat a la plaça de flauta, oboè o clarinet) que atorgava la capella de Santa Maria de Castelló d'Empúries, es troba un llistat dels primers obtentors datats, on se cita el nom de Bartomeu Cornell.